# 2006 în literatură
- 2005 în literatură — 2006 în literatură — 2007 în literatură

2006 în literatură implică o serie de evenimente:

## Cărți noi
- Harald Rosenløw Eeg - Alt annet enn pensum – Orice altceva decât gândire – (roman pentru tineret)

## Evenimente
- 7 ianuarie – Teatrul Nottara din București prezintă premiera piesei Vizitatorul de Eric-Emmanuel Schmitt, în regia lui Claudiu Goga
- 8 ianuarie – Teatrul Maghiar din Cluj-Napoca prezintă premiera piesei O scrisoare pierdută de I.L. Caragiale, în regia lui Tompa G'bor; traducerea în limba maghiară Seprodi Kiss Attila
- 15 ianuarie – Teatrul Național "Marin Sorescu" din Craiova prezintă premiera piesei Livada de vișini de A.P. Cehov, în regia lui Alexa Visarion, care semnează și traducerea piesei
- 19 ianuarie
  - Teatrul Nottara din București prezintă premiera piesei Scandal la opera! de Ken Ludwig, în regia lui Petre Bokor
  - Institutul Polonez lansează, la Sala de Consiliu de la Facultatea de Limbi și Literaturi Străine a Universității București, trei carti: Maria Varcioroveanu - "Romanul istoric al lui Henryk Sienkiewicz în context european" (Editura Universității București); Constantin Geambașu - "Cultură și civilizație polonă în secolele X-XVII" (Editura Paideia, București); Adam Mickiewicz - "Sonete din Crimeea" (Editura Paideia, București)
- 20 ianuarie – Teatrului Național din București prezintă premiera piesei A patra soră de Janusz Glowacki, în regia lui Alexandru Colpacci
- 21 ianuarie – Teatrul de Comedie din București prezintă premiera piesei Ce formidabilă harababură! de Eugen Ionescu, în regia lui Gelu Colceag; traducerea textului: Dan C. Mihăilescu
- 30 ianuarie – Teatrul Nottara prezintă premiera piesei Play Hedda, după Hedda Gabler de Ibsen, în regia Adei Navrot
- 23 februarie – Teatrul Bulandra prezintă premiera piesei Molly Sweeney de Brian Friel, în regia lui Alexandru Dabija

## Lansare de carte
- 12 ianuarie – La Libraria Cărturești din București, Editura LiterNet lansează albumul RetroVizoare, un album de fotografii și texte. Fotografiile îi aparțin criticului de film Alex Leo Șerban, iar printre semnatarii textelor: Teodor Baconsky, Mircea Cărtărescu, Andrei Gorzo, Florin Iaru, Horia-Roman Patapievici, Ioana Pârvulescu, Andrei Pleșu, Mircea Vasilescu
- 19 ianuarie – Librăria Humanitas Kretzulescu din București, volumul Balcanii în noul mileniu: În umbra păcii și a războiului, de Tom Gallagher. Autorul va fi prezent împreună cu istoricul Stelian Tănase
- 16 mai – Libraria Cărturești, volumnul Stalinizarea României de Nicoleta Ionescu-Gura

## Apariții principale
- F.M. Dostoievski, Jurnal de scriitor, ed. Polirom
- Florin Țurcanu, Mircea Eliade - Prizonierul istoriei, ed. Humanitas
- Bertrand Russell, Istoria filozofiei occidentale, ed. Humanitas
- Șerban Foarță, Rimelări, ed. Cartea Românească
- Alina Mungiu-Pippidi, Evangheliștii, ed. Polirom
- Septuaginta 4, tomul 1, ed.Polirom
- Matei Călinescu, Un fel de jurnal (1973-1981), ed. Polirom
- Dan C. Mihăilescu, Literatura română în postceaușism vol. II, ed. Polirom
- Luiza Marinescu, Caragealii, o familie de scriitori, ed. Muzeul Literaturii Române
- Aleksandr Soljenițin, Ca bobul între pietrele de moară, ed. Humanitas

## Premii literare
- Premii UNITER
- Medalia Premiului NobelPremiul Nobel pentru Literatură — Orhan Pamuk

## Decese
- 4 ianuarie – Irving Layton, poet canadian de origine română (n. 1912)
- 6 ianuarie – Sorin Stoica, scriitor român (n. 1978)
- 5 mai – Zoe Dumitrescu-Bușulenga, critic literar (n. 1920)